# サイフ＝エディン・ハウイ
サイフ・エディン・ハウィ（Saîf-Eddine Khaoui、1995年4月27日 - ）はチュニジアのサッカー選手。ポジションはMF。リーグ・アン、クレルモン・フット所属。

## 経歴

### クラブ
2016年6月18日、オリンピック・マルセイユと契約を交わした。
2017年7月26日、トロワACにレンタル移籍。
2018年8月31日、SMカーンにレンタル移籍した。
2021年8月14日、クレルモン・フットに2年契約で移籍した。

### 代表
2018 FIFAワールドカップを戦うチュニジア代表の本大会メンバーに選出された。

## 代表歴

### 出場大会
- チュニジア代表
  - 2018 FIFAワールドカップ

### 試合数
- 国際Aマッチ 27試合 4得点（2018年-2022年）[2]

| チュニジア代表 | 国際Aマッチ | 国際Aマッチ |
| 年             | 出場        | 得点        |
| -------------- | ----------- | ----------- |
| 2018           | 9           | 0           |
| 2019           | 5           | 2           |
| 2020           | 3           | 2           |
| 2021           | 6           | 0           |
| 2022           | 4           | 0           |
| 通算           | 27          | 4           |